# Анадырский залив
Ана́дырский зали́в — самый крупный залив Берингова моря у берегов Чукотки между мысом Чукотский и мысом Наварин.
Анадырский залив включает в себя два других крупных залива — Залив Креста и Анадырский лиман, а также другие более мелкие бухты и заливы.
На берегу Анадырского лимана расположен город-порт Анадырь.

## История
Открыт в 1648 году во время экспедиции Семёна Дежнёва. Первая карта залива была составлена в 1665 году землепроходцем Курбатом Ивановым.
Находящаяся в заливе бухта Гавриила названа в честь судна 1-й Камчатской экспедиции Витуса Беринга бота «Святой Гавриил» (бухта описана в 1828 году Ф. П. Литке на шлюпе «Сенявин», им же присвоено название).

## Гидрография
Длина залива составляет 278 км, ширина у входа около 400 км, максимальная глубина — 105 м.
Приливы полусуточные, до 2,5-3 м. Значительную часть года залив покрыт льдом.
В залив впадают реки Анадырь, Великая, Канчалан, Туманская.
Здесь находится одна из самых длинных в мире коса Мээчкын.

## Морская фауна
В акватории Анадырского залива отмечены 19 видов млекопитающих, из которых 7 видов занесены в Красную Книгу РФ.
Здесь обитают большие популяции гренландских и серых китов, лахтака, белухи, горбача, косатки, акибы, ларги, крылатки, а также белый медведь.
Рыба: сайка, лососевые, камбала, бычок, корюшка, мойва, треска. Основным промысловым видом рыбы является кета. В залив она обычно начинает заходить в первой декаде июля, массовый ход наблюдается спустя 7-10 дней.
Встречаются синий и полярный краб, несколько видов моллюсков, асцидии.

## Полезные ископаемые
На побережье и в акватории Анадырского залива обнаружены запасы нефти и газа. Самым крупным является Западно-Озёрное многопластовое газовое месторождение.